# Guglielmo I di Chalon
Guglielmo Guillaume in francese, Guillem in catalano e Guillelmus in latino (seconda metà dell'XI secolo – 1150 circa) conte di Chalon, dal 1113 alla morte.

## Origine
Secondo la Histoire généalogique de la maison de Vergy, Guglielmo potrebbe essere figlio del conte di Chalon e signore di Vergy, Savaric di Vergy.

Secondo L'illustre Orbandale, ou L'histoire ancienne et moderne de la ville et cité de Chalon-sur-Saône. Tome 1, invece Guglielmo era figlio del conte di Chalon, Guido di Thiers e della moglie, di cui non conosciamo né il nome né gli ascendenti, come ci viene confermato dal documento n° 96 del Cartulaire du prieuré de Saint-Marcel-lès-Chalon.

Secondo la Histoire des ducs de Bourbon et des comtes de Forez, Volume 1, Guido era figlio del signore di Thiers, Guglielmo e di Adelaide di Chalon, che, secondo il Cartulaire du prieuré de Paray-le-Monial, ordre de Saint-Benoît, Adelaide era la figlia femmina primogenita del conte di Chalon, Tebaldo di Semur  e della moglie, Ermetrude, di cui non si conoscono gli ascendenti.

## Biografia
Dopo che il conte di Chalon, Ugo II era morto senza lasciare discendenza, la contea fu richiesta da diversi pretendenti, e nel 1080, venne divisa tra due pretendenti: un nipote di Ugo II, il figlio di Adelaide di Chalon, Guido di Thiers, e un cugino di Ugo II e di Adelaide, Goffredo di Donzy, che ebbero entrambi il titolo di conte di Chalon.

Secondo l'Histoire de Chalon-sur-Saône, Guido e Goffredo trovarono un accordo e si spartirono la contea; anche la Gallia christiana, in provincias ecclesiasticas distributa; Volume 4 conferma che Guido governò la Contea di Chalon, dividendola con Goffredo di Donzy.
Nel 1096, Goffredo, dopo aver venduto la sua parte di contea al proprio zio, Savaric di Vergy, partì, al seguito di Goffredo di Buglione per la prima crociata.
Verso il 1113, anche suo padre, Guido parti per la terra santa, dove morì, coprendosi di gloria.

Guglielmo succedette a Guido, nella sua porzione di contea, come Guglielmo I.
Di comune accordo Guglielmo e Saveric fondarono l'Abbazia di La Ferté; la fondazione dell'abbazia è confermata anche dal documento de L'illustre Orbandale, ou L'histoire ancienne et moderne de la ville et cité de Chalon-sur-Saône. Tome 2.
Poco tempo dopo, Saveric vendette la sua parte di contea al duca di Borgogna, Ugo II il Pacifico, per cui Guglielmo I rimase l'unico a portare il titolo di conte di Chalon.
Secondo L'illustre Orbandale, ou L'histoire ancienne et moderne de la ville et cité de Chalon-sur-Saône. Tome 1, il comportamento del conte Guglielmo I, nei confronti dei monasteri della sua contea, incluso quello di Cluny, fu veramente riprovevole, con furti e uccisioni.
Non si conosce l'anno esatto della morte di Guglielmo I; si presume sia avvenuta dopo il 1147, in cui viene citato in un documento.

Gli succedette il figlio Guglielmo, come Guglielmo II

## Matrimonio e discendenza
Della moglie di Guglielmo non conosciamo né il nome né gli ascendenti.

Guglielmo dalla moglie aveva avuto due figli:
- Guglielmo, Conte di Chalon[20]
- Isabella († dopo il 1166), che, nel 1149, sposò Ugo il Rosso, come confermano gli Obituaire de Beaune (non consultato)[18](1121-1171), figlio di Ugo II duca di Borgogna[21] e di Matilde di Mayenne.

### Fonti primarie
- (LA)  Recueil des Chartes de Cluny, tomus 4.
- (LA)  Cartulaire du prieuré de Saint-Marcel-lès-Chalon.
- (LA)  Monumenta Germaniae Historica, Scriptores, tomus XXIII.
- (LA)  Gallia christiana, in provincias ecclesiasticas distributa; Volume 4
- (LA)  Cartulaire du prieuré de Paray-le-Monial, ordre de Saint-Benoît.
- (FR)  Histoire des ducs de Bourbon et des comtes de Forez, Volume 1.
- (LA)  (FR)  L'illustre Orbandale, ou L'histoire ancienne et moderne de la ville et cité de Chalon-sur-Saône. Tome 2.
- (FR)  L'illustre Orbandale, ou L'histoire ancienne et moderne de la ville et cité de Chalon-sur-Saône. Tome 1.

### Letteratura storiografica
- René Poupardin, I regni carolingi (840-918), in «Storia del mondo medievale», vol. II, 1979, pp. 583–635
- Louis Halphen, Il regno di Borgogna, in «Storia del mondo medievale», vol. II, 1979, pp. 807–821
- (FR)  Histoire de Chalon-sur-Saône.
- (FR)  Histoire de Chalon-sur-Saône du VIIIème au XIIIème.
- (FR)  André Duchesne, Histoire généalogique de la maison de Vergy.